# Valtsji Dol
Valtsji Dol, Vlachi Dol of Valtsjidol (Bulgaars: Вълчи дол) is een stad en een gemeente in het oosten van Bulgarije in de oblast Varna. De naam ‘Valtsji Dol’ betekent letterlijk vertaald vanuit het Bulgaars "het ravijn van de wolf". Ook de Turkse naam van deze plaats,  Kurtdere, heeft deze betekenis.

## Geografie
De gemeente Valtsji Dol is gelegen in het noordwestelijke deel van de oblast Varna. Met een oppervlakte van 472,518 vierkante kilometer staat het op de derde van de 12 gemeenten van de oblast, oftewel 12,35% van het grondgebied. De grenzen zijn als volgt:
- in het zuidoosten - gemeente Aksakovo en gemeente Soevorovo;
- in het zuidwesten - gemeente Vetrino;
- in het westen - gemeente Novi Pazar van de oblast Sjoemen;
- in het noordwesten - Nikola Kozlevo, evenals in de oblast Sjoemen; en
- in het noorden en noordoosten - gemeente Dobritsjka van de oblast Dobritsj.

## Geschiedenis
In 1929 werd een dieselcentrale geïnstalleerd, de eerste in een Bulgaarse nederzetting. Valtsji Dol werd in 1974 uitgeroepen tot stad, daarvoor was het officieel nog een dorp.

## Bevolking
Op 31 december 2020 telde de stad Vlatsji Dol 2.773 inwoners, terwijl de gemeente Valtsji Dol, waarbij ook de omliggende 21 dorpen worden opgeteld, 8.973 inwoners had. Het inwonersaantal van de stad Valtsji Dol steeg van 1.953 personen in 1934 tot een maximum van 3.940 personen in 1985, maar sindsdien kampt de plaats met een intensieve bevolkingskrimp. Ook de gemeente Valtsji Dol vertoont al jaren lang een dalende trend: in 1934 woonden er nog 28.950 personen in de gemeente Valtsji Dol.

### Etnische samenstelling
Alhoewel Bulgaren de grootste bevolkingsgroep vormen, is hun aantal en aandeel tussen 1992 en 2011 continu afgenomen. Daarentegen is het aandeel Turken en Roma onder de ondervraagden in deze periode toegenomen.
| Etnische groep   | volkstelling 1992 | volkstelling 1992 | volkstelling 2001 | volkstelling 2001 | volkstelling 2011 | volkstelling 2011 | volkstelling 2011  |
| Etnische groep   | Aantal            | %                 | Aantal            | %                 | Aantal            | % (totaal)        | % (gespecificeerd) |
| ---------------- | ----------------- | ----------------- | ----------------- | ----------------- | ----------------- | ----------------- | ------------------ |
| Bulgaren         | 10.667            | 72,11             | 8.661             | 66,76             | 5.539             | 55,10             | 63,91              |
| Turken           | 2.736             | 18,50             | 2.699             | 20,80             | 1.942             | 19,31             | 22,40              |
| Roma             | 1.361             | 9,20              | 1.501             | 11,57             | 1.068             | 10,62             | 12,32              |
| Andere groepen   | 28                | 0,19              | 30                | 0,23              | 35                | 0,34              | 0,39               |
| Onbekend         |                   |                   | 35                | 0,27              | 82                | 0,81              | 0,94               |
| Ongespecificeerd |                   |                   | 47                | 0,36              | 1.386             | 13,78             | .                  |
| Totaal           | 14.792            | 100,00            | 12.973            | 100,00            | 10.052            | 100,00            | 100,00             |

### Religie

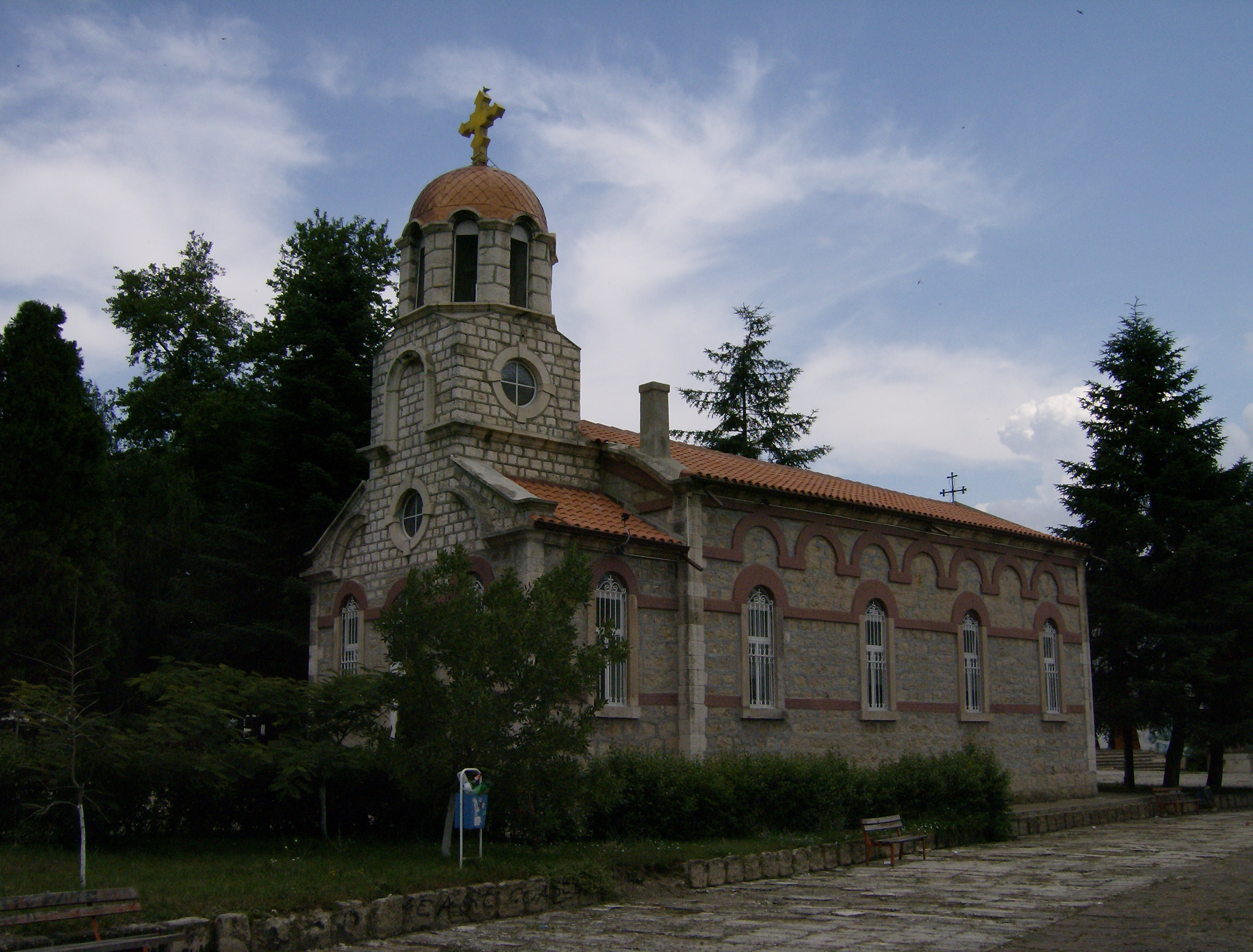
De kerk van Valtsji Dol

De laatste volkstelling werd uitgevoerd in februari 2011 en was optioneel. Van de 10.052 inwoners reageerden er 7.158 op de volkstelling. Van deze 7.158 respondenten waren er 4.006 personen lid waren van de Bulgaars-Orthodoxe Kerk (56%), terwijl er 1.885 moslims werden geregistreerd (26%). De rest van de bevolking had een andere geloofsovertuiging of was niet religieus. 
| Religieuze samenstelling in februari 2011 | Religieuze samenstelling in februari 2011 | Religieuze samenstelling in februari 2011 | Religieuze samenstelling in februari 2011 | Religieuze samenstelling in februari 2011 |
| ----------------------------------------- | ----------------------------------------- | ----------------------------------------- | ----------------------------------------- | ----------------------------------------- |
|                                           |                                           |                                           |                                           |                                           |
| Bulgaars-Orthodoxe Kerk                   | Bulgaars-Orthodoxe Kerk                   |                                           | 55,95%                                    | 55,95%                                    |
| Katholieke Kerk                           | Katholieke Kerk                           |                                           | 0,45%                                     | 0,45%                                     |
| Protestantisme                            | Protestantisme                            |                                           | 0,51%                                     | 0,51%                                     |
| Islam                                     | Islam                                     |                                           | 26,33%                                    | 26,33%                                    |
| Geen                                      | Geen                                      |                                           | 3,69%                                     | 3,69%                                     |
| Anders/ Onbekend                          | Anders/ Onbekend                          |                                           | 13,07%                                    | 13,07%                                    |

## Kernen
De gemeente Valtsji Dol bestaat uit de onderstaande 22 nederzettingen: 
| Plaats           | Cyrillisch       | Bevolking (2020) |
| ---------------- | ---------------- | ---------------- |
| Bojana           | Бояна            | 198              |
| Brestak          | Брестак          | 862              |
| Dobrotitsj       | Добротич         | 362              |
| General Kiselovo | Генерал Киселово | 411              |
| General Kolevo   | Генерал Колево   | 242              |
| Esenitsa         | Есеница          | 349              |
| Iskar            | Искър            | 121              |
| Izvornik         | Изворник         | 180              |
| Kalojan          | Калоян           | 183              |
| Karamanite       | Караманите       | 318              |
| Krakra           | Кракра           | 9                |
| Metlitsjina      | Метличина        | 138              |
| Michalitsj       | Михалич          | 639              |
| Oboritsjte       | Оборище          | 249              |
| Radan Vojvoda    | Радан войвода    | 408              |
| Sjtipsko         | Щипско           | 207              |
| Stefan Karadzja  | Стефан Караджа   | 650              |
| Strachil         | Страхил          | 41               |
| Tsjerventsi      | Червенци         | 372              |
| Valtsji Dol      | Вълчи дол        | 2.773            |
| Vojvodino        | Войводино        | 207              |
| Zvanets          | Звънец           | 54               |
| Totaal           |                  | 8.973            |

Aksakovo · Avren · Beloslav · Bjala · Dalgopol · Devnja · Dolni Tsjiflik · Provadia · Soevorovo · Valtsji Dol · Varna · Vetrino